# U-19-Fußball-Europameisterschaft 2009
Die Endrunde der 25. U19-Fußball-Europameisterschaft fand vom 21. Juli bis zum 2. August 2009 statt. Gastgeber war zum ersten Mal die Ukraine. Das Auftaktspiel bestritten England und die Schweiz, die sich 1:1 trennten.

## Teilnehmer
52 U19-Nationalmannschaften nahmen an der Qualifikation teil, die zwischen dem 2. Oktober 2008 und dem 10. Juni 2009 ausgespielt wurde. Gastgeber Ukraine war als einzige Mannschaft automatisch für die Endrunde gesetzt. Somit gab es sieben weitere Plätze zu vergeben. Letztlich nahmen folgende Mannschaften am Turnier teil:
| - England - Frankreich - Schweiz - Serbien | - Slowenien - Spanien - Türkei - Ukraine (Gastgeber) |

Titelverteidiger Deutschland scheiterte in der zweiten Qualifikationsrunde in Gruppe 7 knapp als Gruppenzweiter hinter Spanien und konnte sich somit nicht für das Turnier 2009 qualifizieren.

## Vorrunde

### Gruppe A
| Pl. | Land      | Sp. | S | U | N | Tore    | Diff. | Punkte |
| --- | --------- | --- | - | - | - | ------- | ----- | ------ |
| 1.  | England   | 3   | 1 | 2 | 0 | 010:400 | +6    | 05     |
| 2.  | Ukraine   | 3   | 1 | 2 | 0 | 004:200 | +2    | 05     |
| 3.  | Schweiz   | 3   | 1 | 1 | 1 | 003:300 | ±0    | 04     |
| 4.  | Slowenien | 3   | 0 | 1 | 2 | 002:900 | −7    | 01     |

|               |   |           |     |
| 21. Juli 2009 |   |           |     |
| England       | – | Schweiz   | 1:1 |
| 21. Juli 2009 |   |           |     |
| Ukraine       | – | Slowenien | 0:0 |
| 24. Juli 2009 |   |           |     |
| Slowenien     | – | Schweiz   | 1:2 |
| 24. Juli 2009 |   |           |     |
| Ukraine       | – | England   | 2:2 |
| 27. Juli 2009 |   |           |     |
| Schweiz       | – | Ukraine   | 0:1 |
| 27. Juli 2009 |   |           |     |
| Slowenien     | – | England   | 1:7 |

### Gruppe B
| Pl. | Land       | Sp. | S | U | N | Tore    | Diff. | Punkte |
| --- | ---------- | --- | - | - | - | ------- | ----- | ------ |
| 1.  | Serbien    | 3   | 2 | 1 | 0 | 004:200 | +2    | 07     |
| 2.  | Frankreich | 3   | 1 | 2 | 0 | 003:200 | +1    | 05     |
| 3.  | Spanien    | 3   | 1 | 0 | 2 | 003:400 | −1    | 03     |
| 4.  | Türkei     | 3   | 0 | 1 | 2 | 002:400 | −2    | 01     |

|               |   |            |     |
| 21. Juli 2009 |   |            |     |
| Frankreich    | – | Serbien    | 1:1 |
| 21. Juli 2009 |   |            |     |
| Türkei        | – | Spanien    | 1:2 |
| 24. Juli 2009 |   |            |     |
| Frankreich    | – | Türkei     | 1:1 |
| 24. Juli 2009 |   |            |     |
| Serbien       | – | Spanien    | 2:1 |
| 27. Juli 2009 |   |            |     |
| Spanien       | – | Frankreich | 0:1 |
| 27. Juli 2009 |   |            |     |
| Serbien       | – | Türkei     | 1:0 |

## Finalrunde

### Halbfinale
|               |   |            |           |
| 30. Juli 2009 |   |            |           |
| England       | – | Frankreich | 3:1 n. V. |
| 30. Juli 2009 |   |            |           |
| Serbien       | – | Ukraine    | 1:3       |

### Finale
Das Finale der U19-Europameisterschaft 2009 wurde zwischen England und Gastgeber Ukraine am 2. August ausgetragen. Schon nach fünf Minuten erzielte die Ukraine die 1:0-Führung. Nach dem Seitenwechsel erhöhte sie dann auf 2:0 und gewann somit zum ersten Mal den U19-Europameister-Titel.
| England                                                 | England | Ukraine | Ukraine |
| ------------------------------------------------------- | --- | --- | ------- |
| England                                                 | \| 2. August 2009 um 16:30 Uhr in Donezk (RSK Olimpijskyj) \| \| Ergebnis: 0:2 (0:1) \| \| Zuschauer: 25.000 \| \| Schiedsrichter: Jiří Jech ( Tschechien) \| \| Spielbericht \|                                                                             | \| 2. August 2009 um 16:30 Uhr in Donezk (RSK Olimpijskyj) \| \| Ergebnis: 0:2 (0:1) \| \| Zuschauer: 25.000 \| \| Schiedsrichter: Jiří Jech ( Tschechien) \| \| Spielbericht \| | Ukraine |
| England                                                 | Jason Steele – Kieran Trippier, Kyle Walker, Matthew Briggs (56. Gavin Hoyte), Joe Mattock – Dan Gosling – Danny Drinkwater (55. Andrew Tutte), Henri Lansbury – Nathan Delfouneso, Joe Bennett – Danny Welbeck (64. Nile Ranger) Cheftrainer: Brian Eastick | Ihor Lewtschenko – Ihor Tschajkowskyj, Temur Parzwanija, Serhij Krywzow, Dmytro Kuschnirow – Kyrylo Petrow (90.+6' Dmytro Jeremenko) – Denys Harmasch, Jewhen Schachow, Serhij Rybalka – Dmytro Korkischko, Witalij Kawerin (80. Serhij Schewtschuk) Cheftrainer: Jurij Kalytwynzew | Ukraine |
| England                                                 | 0:1 Harmasch (5.) 0:2 Korkischko (50.) | | Ukraine |
| England                                                 | Mattock (45.), Drinkwater (53.) | Petrow (62.), Harmasch (67.) | Ukraine |
| 2. August 2009 um 16:30 Uhr in Donezk (RSK Olimpijskyj) | | |         |
| Ergebnis: 0:2 (0:1)                                     | | |         |
| Zuschauer: 25.000                                       | | |         |
| Schiedsrichter: Jiří Jech ( Tschechien)                 | | |         |
| Spielbericht                                            | | |         |

## Schiedsrichter
- Jérôme Efong Nzolo
- Manuel Gräfe
- Bas Nijhuis
- Ovidiu Hațegan
- Jiří Jech
- István Vad